# 禁制
| ウィキペディアには「禁制」という見出しの百科事典記事はありません（タイトルに「禁制」を含むページの一覧/「禁制」で始まるページの一覧）。 代わりにウィクショナリーのページ「禁制」が役に立つかもしれません。 |